# Master commandant
Master commandant était un grade de la jeune United States Navy. Il s'agissait d'un grade légèrement supérieure à celui de lieutenant, créé pour les officiers qui devaient commander un navire assez petit pour que le grade de capitaine ne soit pas concédé à son commandant. Ce grade fut finalement renommé « commander » en 1838. Son appellation était « Capitaine » lorsqu'il commandait un navire.
La jeune Navy américaine disposait de trois « grades » d'officiers pour les personnes qui étaient chargées du commandement d'un navire : capitaine, master commandant et lieutenant, commanding — qui n'était pas un grade distinct mais une appellation donnée à un lieutenant ordinaire. Cette organisation demeura au fur et à mesure des années pour former les grades de capitaine, commander et lieutenant commander.
Master commandant était globalement l'équivalent du grade de master and commander de la Royal Navy qui fut également raccourci en « commander » au cours de l'année 1794.